# Un couple parfait (film, 2005)
Pour les articles homonymes, voir Un couple parfait.
Pour plus de détails, voir Fiche technique et Distribution.
Un couple parfait est un film dramatique franco-japonais réalisé par Nobuhiro Suwa, présenté en 2005 au Festival international du film de Locarno et sorti le 8 février 2006 en France.

## Synopsis
Après quinze ans de vie commune à Lisbonne au Portugal, Nicolas et Marie sont sur le point de divorcer. Ils décident pourtant de se rendre ensemble à la cérémonie de mariage d'un de leurs amis à Paris. Dès leur arrivée, ils annoncent la nouvelle de leur rupture, ce qui provoque l'étonnement de leur entourage. Durant deux jours et trois nuits dans leur hôtel où ils font lit puis chambre à part, le couple, en manque de sommeil et de capacité de lutter pour sa survie, se déchire en reproches réciproques dans un huis clos. Au cours des pérégrinations nocturnes de Nicolas ou diurnes de Marie, chacun vit intensément la séparation qui approche et se voit tenté par une nouvelle rencontre. Marie décide de partir seule à Bordeaux où elle a vécu et finalement sur le quai de la gare, où Nicolas l'accompagne, ne se résout pas à monter dans le train.

## Fiche technique
- Titre : Un couple parfait
- Réalisation : Nobuhiro Suwa
- Scénario : Nobuhiro Suwa
- Musique : Haruyuki Suzuki
- Photographie : Caroline Champetier
- Montage : Dominique Auvray et Hisako Suwa
- Costumes : Elisabeth Mehu
- Production : Masa Sawada et Michiko Yoshitake
- Société de production : Arte France
- Pays d'origine :  Japon,  France
- Format : couleur - 1,85:1 - Dolby Digital - HDV
- Genre : drame, romance
- Durée : 104 minutes
- Dates de sortie :
  - août 2005 lors du festival de Locarno
  - 8 février 2006 en France

## Distribution
- Valeria Bruni Tedeschi : Marie
- Bruno Todeschini : Nicolas
- Nathalie Boutefeu : Esther
- Louis-Do de Lencquesaing : Vincent
- Joana Preiss : Natacha
- Jacques Doillon : Jacques
- Léa Wiazemsky : Eva
- Marc Citti : Romain
- Delphine Chuillot : Alice
- Alex Descas : Patrick
- Marie-Sophie Wilson : Hélène

## Réalisation du projet
Le tournage a été réalisé en onze jours et s'est déroulé en intérieur à Paris et dans une salle du musée Rodin.

## Distinctions
- 2005 : Prix Spécial du Jury, Prix C.I.C.A.E et nomination au Léopard d'or lors du festival de Locarno.